# Martin Benckendorff
Martin Benckendorff (* 1489 in Salzwedel, Altmark, Kurfürstentum Brandenburg; † 1575 in Crossen, Neumark, Kurfürstentum Brandenburg) war ein Jurist und brandenburgischer Rat.

## Leben
Der Vater war Andreas Benckendorff, die Mutter (Anna) Vinzenberg. 
Martin Benckendorff studierte Recht und Kirchenrecht und wurde Lizentiat beider Rechte (in Frankfurt (Oder)?).
Nach 1535 wurde er Rat des Markgrafen Johann von Küstrin. 1543 war er erstmals erster Bürgermeister in Crossen, danach weitere Male bis 1567.
Martin Benckendorff war verheiratet mit Elisabeth, einer Tochter des Crossener Kämmerers Sebastian Döring, und Witwe des Bürgermeisters Clemens Cnöspel seit 1539. Seine Söhne waren:
- Martin Benckendorf (1545–1621), Juraprofessor in Frankfurt (Oder)
- Christoph Benckendorf (1548–1605), brandenburgischer Vizekanzler
- Andreas Benckendorf, Kaufmann in Crossen